# Tchakidjebe
Tchakidjebe (ou Tchakijebe) est un village du Cameroun, situé dans le canton de Tchéré de l'arrondissement de Meri, département du Diamaré, Région de l'Extrême-Nord, à 16 km de Maroua.

## Population
La population se répartit en trois unités d'habitation :
| Quartier | Recensement 1987 | Recensement 2005 |
| -------- | ---------------- | ---------------- |
| Askam    | 304              | 454              |
| Bimarfa  | 359              | 603              |
| Maliki   | 903              | 927              |
| Total    | 1576             | 1984             |

Tchakidjebe est la plus peuplée des six localités où l'on parle le dugvor, une langue tchadique du groupe biu-mandara.
Sur le marché local on parle le dugvor, le français et le peul.
Tchakidjebe possède une école publique où l'enseignement est donné en français, mais deux instituteurs de langue maternelle dugvor assurent la traduction en cas de besoin (2004).

## Histoire
Dans la nuit du 4 au 5 avril 2014, trois religieux – deux Italiens et une Canadienne – de la paroisse catholique Saint-Marc de Tchéré-Tchakidjebe sont enlevés, puis libérés le 1er juin.